# Adicophasma spinosa
Adicophasma spinosa är en insektsart som beskrevs av Engel och David Grimaldi 2004. Adicophasma spinosa ingår i släktet Adicophasma, ordningen Mantophasmatodea, klassen egentliga insekter, fylumet leddjur och riket djur. Inga underarter finns listade i Catalogue of Life.